# 出女
出女（でおんな）は、 江戸時代の私娼の一種である。各地の宿場の旅籠にいて、客引きの女性であるが、売春もした。曲亭馬琴の『覉旅漫録』20に、岡崎の出女の項に、娼婦の意で用いている。
森川許六編の『風俗文選』に載る直江木導の「出女説」には、「出女（省略）あるは朝立の旅人を送り、打著姿（うちぎぬすがた）をぬぎ捨てて箒を飛ばし、蔀（しとみ）やり戸おしひらきてより、やがて衣引きかつぎ、再寝（またね）の夢のさめ時は、腹の減る期（ご）を合図と思へり、（省略）やうやう昼の日ざし晴やかに輝く頃、見世の正面に座をしめ、泊り作らんとて両肌（もろはだ）ぬぎの大けはひ、首筋のあたりより、燕の舞ひありく景気こそ、目さむる心地はせられ」とある。飯盛り女、留女と同類のものである。